# Бурятский областной комитет КПСС
Бурятский областной (республиканский) комитет КПСС — центральный партийный орган, существовавший в Бурятии (Бурят-Монгольская АО, Бурятская АССР) с января 1922 года по 6 ноября 1991 года.

## История
- 9 января 1922 года образована Бурят-Монгольская автономная область и в связи с этим создан Бурят-Монгольский областной комитет РКП(б).
- 30 мая 1923 Бурят-Монгольская автономная область преобразована в Бурят-Монгольскую Автономную Социалистическую Советскую Республику.
- В декабре 1925 года Бурят-Монгольский областной комитет РКП(б) переименован в Бурят-Монгольский областной комитет ВКП(б).
- 13 октября 1952 Бурят-Монгольский областной комитет ВКП(б) переименован в Бурят-Монгольский областной комитет КПСС.
- 7 июля 1958 года Бурят-Монгольская Автономная Социалистическая Советская Республика переименована в Бурятскую Автономную Советскую Социалистическую Республику и в связи с этим Бурят-Монгольский областной комитет партии переименован в Бурятский областной комитет КПСС.
- В 1990 Бурятский областной комитет КПСС преобразован в Бурятский республиканский комитет КП РСФСР (в составе КПСС).
- 23 августа 1991 деятельность КП РСФСР приостановлена, а 6 ноября того же года запрещена.

## Ответственные секретари/первые секретари РКП(б)/ВКП(б)/КПСС

### Ответственные секретари
- Трубачеев, Василий Ильич (11.1922 — 25.11.1924)
- Сахьянова, Мария Михайловна (25.11.1924 — 6.12.1928)
- Ербанов, Михей Николаевич (12.1928 — 1932)

### Первые секретари
- Ербанов, Михей Николаевич (1932 — 30.9.1937)
- И.о. Игнатьев, Семён Денисович (25.10.1937 — 1.6.1938)
- Игнатьев, Семён Денисович (7.6.1938 — 7.3.1943)
- Кудрявцев, Александр Васильевич (7.3.1943 — 16.3.1951)
- Хахалов, Александр Уладаевич (16.3.1951 — 24.11.1960)
- Филиппов, Василий Родионович (24.11.1960 — 12.6.1962)
- Модогоев Андрей Урупхеевич (12.6.1962 — 7.1.1984)
- Беляков Анатолий Михайлович (7.1.1984 — 24.3.1990)
- Потапов Леонид Васильевич (6.4.1990 — 23.8.1991)